# J.J. Salverda de Grave

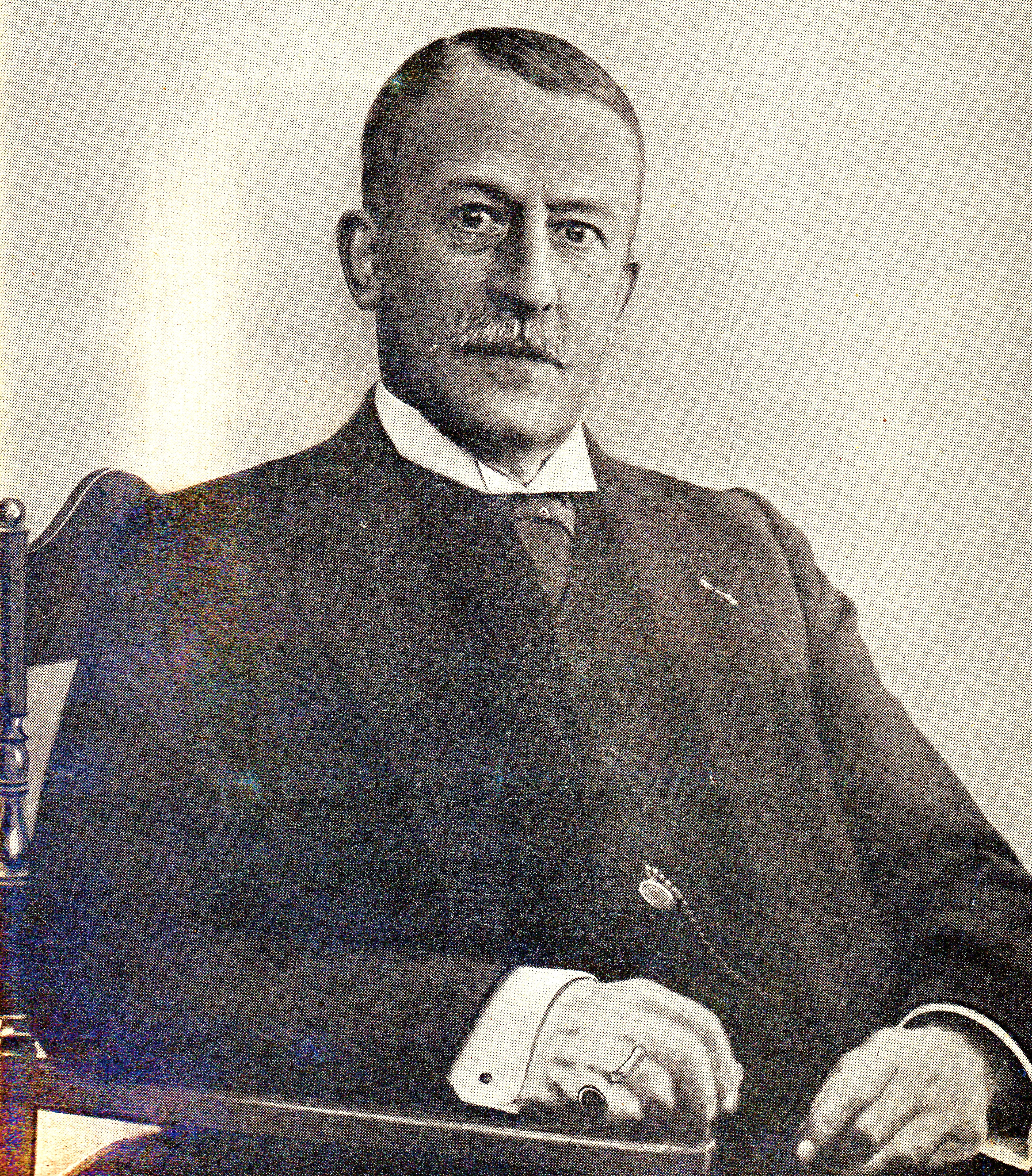
J.J. Salverda de Grave

Jean-Jacques Salverda de Grave (Noordwijk, 19 maart 1863 - Den Haag, 22 maart 1947) was een Romanist van internationale allure, hoogleraar Romaanse filologie en Franse taal- en letterkunde te Groningen van 1907-1920 en vervolgens tot 1933 te Amsterdam hoogleraar Franse taal- en letterkunde.
Salverda de Grave promoveerde op 10 november 1888 bij A.G. van Hamel te Groningen met het proefschrift Introduction à une édition critique du roman d’Énéas. Deze promotie was een afsluiting van een studie in de Nederlandse letteren te Leiden, alwaar toentertijd de moderne talen nog niet als universitaire discipline bestonden. Voor het schrijven van zijn dissertatie bracht Salverda enige tijd in Parijs door bij de romanist Gaston Paris, en bij de specialist op het gebied van het Provençaals Emil Levi, in Freiburg. Later behaalde hij zijn MO-A akte Frans.
Van 1889 tot 1896 gaf hij privé-onderwijs aan (toen nog prinses) Wilhelmina in Frans, aardrijkskunde, geschiedenis en Nederlands.
Salverda de Grave werd in 1896 privaat-docent, en later lector, aan de universiteit van Leiden. In 1907 volgde hij zijn bewonderde leermeester A.G. van Hamel te Groningen op. In 1913 gaf Salverda enkele colleges aan de Universiteit van Parijs Sorbonne, waaruit zijn publicaties Franse woorden in het Nederlands en de Influence de la langue française en Hollande d'après les mots empruntés zijn ontstaan. In 1921 werd hij hoogleraar te Amsterdam.
Salverda de Grave beheerste het Provençaals (Occitaans), Italiaans (hij schreef in 1920 de eerste geschiedenis van de Italiaanse letterkunde in het Nederlands en publiceerde een boek over Dante), Spaans, en het Rheto-Romaans, en was vertrouwd met het Oudfrans. Hij was voorzitter van de examens voor de MO-akte Frans, Italiaans en Spaans, en was altijd nauw betrokken bij de ontwikkelingen binnen het taalonderwijs. Hij was een voorstander van onderwijs van de levende taal, leerboeken die geen nodeloze historische 
beschouwingen bieden, maar alleen het Frans laten zien zoals het door Franse tijdgenoten wordt ervaren en gesproken.
Salverda was eredoctor van de Université Paris Sorbonne, de Université de Strasbourg en de Universiteit Brussel. Sinds 1910 was hij lid van de Koninklijke Nederlandse Akademie van Wetenschappen.

## Publicaties in boekvorm
- 1888: Introduction à une édition critique du roman d'Énéas. Proefschrift.
- 1899 (Samen met A. Bourquin): Précis de phonétique française à l'usage des Néerlandais. (Talrijke herdrukken)
- 1891: Eneas, texte critique. (Een tweede herziene uitgave verscheen, in twee delen (1925, resp. 1929), in de serie Classiques franc̜ais du moyen âge.)
- 1900: Essai sur quelques groupes de mots empruntés par le néerlandais au latin écrit.
- 1902: Le troubadour Bertran d’Alamon.
- 1907: Quelques observations sur l'évolution de la philologie romane depuis 1884
- 1911: Inleiding tot een Uitgave der Gedichten van de Troubadour Uc de Saint-Circ.
- 1913: L’influence de la langue Française en Hollande.
- 1915: Over het Ontstaan van het Genre der "Chansons de Geste".
- 1920: De Franse woorden in het Nederlands (Alfabetisch register door J.J.B. Elzinga).
- 1920: Italië's letterkunde.
- 1920: Klank en gedachte in Frankrijk's en Italie's Letterkunde. (Ook opgenomen in Uit het gebied der Romaanse Letteren)
- 1921: Dante.
- 1921: Over de beklemtoonde klinker in Amour en enkele andere Woorden.
- 1922: Strofen in "Gormont et Isembart".
- 1926: Sur un Préfixe français "réel".
- 1928: Uit het gebied der Romaanse letteren.
- 1928: Sur une double accentuation des diphtongues en français.
- 1932: La Hollande. Préface de F. Brunot. (In de serie "Les états Contemporains").
- 1933: Sur quelques composés français formés au moyen de préfixes à propos du Dictionnaire étymologique de la langue française par Oscar Bloch.
- 1934: (samen met E.M. Meijers) Des lois et coutumes de Saint-Amand.
- 1938: Observations sur l'art lyrique de Giraut de Borneil.
- 1951: (samen met E.M. Meijers en J. Schneider) Le droit coutumier de la ville de Metz au moyen âge, I: Jugements du maître-échevin de Metz au XIVe siècle.